# Wereldkampioenschappen boksen mannen 2021
De wereldkampioenschappen boksen 2021 vonden plaats van 25 oktober tot en met 6 november 2021 in de Štark Arena van Belgrado, Servië.
Het toernooi was aanvankelijk aan India toegewezen, maar na problemen rond de financiële bijdrage van India besloot de Internationale Boksbond (AIBA) Servië als gastland aan te wijzen aan. Voor het eerst in de geschiedenis van het toernooi werden geldprijzen uitgekeerd aan de medaillewinnaars: US$ 100.000 aan de gouden medaillewinnaars, US$ 50.000 aan winnaars van zilver en US$ 25.000 aan winnaars van brons.

## Medailles
| Gewichtsklasse                   | Goud                | Zilver                | Brons                                  |
| -------------------------------- | ------------------- | --------------------- | -------------------------------------- |
| Minimumgewicht (46 – 48 kg)      | Temirtas Zhussupov  | Wuttichai Yurachai    | Yauheni Karmilchyk Sakhil Alakhverdovi |
| Vlieggewicht (48 – 51 kg)        | Saken Bibossinov    | Roscoe Hill           | Thanarat Saengphet Akhtem Zakirov      |
| Bantamgewicht (51 – 54 kg)       | Tomoya Tsuboi       | Makhmud Sabyrkhan     | Billal Bennama Akash Kumar             |
| Vedergewicht (54 – 57 kg)        | Jahmal Harvey       | Serik Temirzhanov     | Samuel Kistohurry Osvel Caballero      |
| Lichtgewicht (57 – 60 kg)        | Sofiane Oumiha      | Abdumalik Khalokov    | Alexy de la Cruz Danial Shahbakhsh     |
| Halfweltergewicht (60 – 63,5 kg) | Andy Cruz           | Kerem Özmen           | Hovhannes Bachkov Reese Lynch          |
| Weltergewicht (63,5 – 67 kg)     | Sewon Okazawa       | Omari Jones           | Ablaikhan Zhussupov Lasha Guruli       |
| Halfmiddengewicht (67 – 71 kg)   | Yurii Zakharieiev   | Vadim Musaev          | Sarkhan Aliyev Alban Beqiri            |
| Middengewicht (71 – 75 kg)       | Yoenlis Hernández   | Dzhambulat Bizhamov   | Salvatore Cavallaro Weerapon Jongjoho  |
| Halfzwaargewicht (75 – 80 kg)    | Robby Gonzales      | Aliaksei Alfiorau     | Vladimir Mironchikov Savelii Sadoma    |
| Cruisergewicht (80 – 86 kg)      | Loren Alfonso       | Keno Machado          | Herich Ruiz Victor Schelstraete        |
| Zwaargewicht (86 – 92 kg)        | Julio César La Cruz | Aziz Abbes Mouhiidine | Madiyar Saydrakhimov Enmanuel Reyes    |
| Superzwaargewicht (+92 kg)       | Mark Petrovskii     | Davit Chaloyan        | Nigel Paul Mahammad Abdullayev         |

Bron: AIBA

## Medaillespiegel
| Plaats | Land                   | Goud | Zilver | Brons | Totaal |
| 1      | Cuba                   | 3    | 0      | 2     | 5      |
| 2      | Kazachstan             | 2    | 2      | 1     | 5      |
| 3      | Verenigde Staten       | 2    | 2      | 0     | 4      |
| 4      | Japan                  | 2    | 0      | 0     | 2      |
| 5      | Russische boksbond     | 1    | 2      | 2     | 5      |
| 6      | Azerbeidzjan           | 1    | 0      | 2     | 3      |
| 6      | Frankrijk              | 1    | 0      | 2     | 3      |
| 8      | Oekraïne               | 1    | 0      | 0     | 1      |
| 9      | Thaise boksbond        | 0    | 1      | 2     | 3      |
| 10     | Armenië                | 0    | 1      | 1     | 2      |
| 10     | Wit-Rusland            | 0    | 1      | 1     | 2      |
| 10     | Italië                 | 0    | 1      | 1     | 2      |
| 10     | Oezbekistan            | 0    | 1      | 1     | 2      |
| 14     | Brazilië               | 0    | 1      | 0     | 1      |
| 14     | Turkije                | 0    | 1      | 0     | 1      |
| 16     | Georgië                | 0    | 0      | 2     | 2      |
| 17     | Albanië                | 0    | 0      | 1     | 1      |
| 17     | België                 | 0    | 0      | 1     | 1      |
| 17     | Dominicaanse Republiek | 0    | 0      | 1     | 1      |
| 17     | India                  | 0    | 0      | 1     | 1      |
| 17     | Iran                   | 0    | 0      | 1     | 1      |
| 17     | Schotland              | 0    | 0      | 1     | 1      |
| 17     | Servië                 | 0    | 0      | 1     | 1      |
| 17     | Spanje                 | 0    | 0      | 1     | 1      |
| 17     | Trinidad en Tobago     | 0    | 0      | 1     | 1      |
| Totaal | Totaal                 | 13   | 13     | 26    | 52     |

Bron: AIBA

## Deelnemende landen
510 boksers uit 86 landen en twee 'Fair Chance teams' namen deel aan het toernooi. De 'Fair Chance teams' waren samengesteld uit boksers uit Africa en Azië die om uiteenlopende redenen niet voor hun eigen land konden uitkomen.
Russische en Thaise boksers moesten onder 'neutral vlag' voor hun nationale boksbond uitkomen en mochten niet onder de vlag van hun eigen land deelnemen aan dit toernooi. Aan Thailand was deze beperking opgelegd door het Wereldantidopingagentschap (WADA) omdat het land had nagelaten haar anti-dopingwetgeving aan te passen aan de internationale eisen.
Voor Rusland goldt deze beperking nadat het door WADA was bestraft wegens stelselmatige onregelmatigheden bij het Russische anti-doping agentschap RUSADA. De deelname van Kosovo stuitte op verzet van gastland Servië, dat Kosovo niet als een onafhankelijke staat heeft erkend, maar als een afvallige provincie beschouwt.
1. Albanië (3)
2. Armenië (11)
3. Azerbeidzjan (9)
4. Bahama's (2)
5. Barbados (2)
6. België (3)
7. Bosnië en Herzegovina (3)
8. Brazilië (10)
9. Bulgarije (8)
10. Congo-Kinshasa (5)
11. Colombia (8)
12. Cuba (8)
13. CYP (4)
14. Dominicaanse Republiek (2)
15. Ecuador (9)
16. Engeland (9)
17. Estland (2)
18. FC1 (9)
19. FC2 (1)
20. Finland (3)
21. Frankrijk (6)
22. Gambia (1)
23. Georgië (7)
24. Duitsland (13)
25. Griekenland (4)
26. Guatemala (3)
27. Guyana (2)
28. Haïti (1)
29. Hongkong (1)
30. Hongarije (10)
31. Iran (10)
32. Irak (1)
33. India (13)
34. Ierland (7)
35. Israël (4)
36. Italië (11)
37. Jamaica (3)
38. Jordanië (4)
39. Japan (10)
40. Kameroen (3)
41. Kazachstan (13)
42. Kenia (13)
43. Kirgizië (12)
44. Kroatië (10)
45. Laos (1)
46. Litouwen (8)
47. Luxemburg (1)
48. Moldavië (8)
49. Mexico (9)
50. Mongolië (8)
51. Noord-Macedonië (2)
52. Mali (1)
53. Montenegro (2)
54. Mauritius (3)
55. Nicaragua (1)
56. Nepal (4)
57. Noorwegen (3)
58. Oezbekistan (13)
59. Oostenrijk (1)
60. Pakistan (1)
61. Panama (3)
62. Palestina (1)
63. Polen (8)
64. Puerto Rico (4)
65. Russische boksbond (13)
66. Roemenië (2)
67. Saint Lucia (1)
68. Servië (12)
69. Schotland (6)
70. Seychellen (3)
71. Sierra Leone (6)
72. Slovenië (7)
73. Somalië (2)
74. Spanje (8)
75. Sri Lanka (1)
76. Slowakije (5)
77. Tanzania (3)
78. Thaise boksbond (10)
79. Tadzjikistan (8)
80. Tsjechië (1)
81. Chinees Taipei (10)
82. Trinidad en Tobago (5)
83. Turkije (13)
84. Oekraïne (13)
85. Verenigde Staten (9)
86. Venezuela (4)
87. Wit-Rusland (6)
88. Zuid-Korea (7)